# Centrum (Delft)
Centrum of Binnenstad is een wijk in het centrum van Delft, in de Nederlandse provincie Zuid-Holland. Per 1 januari 2023 woonden er 13.515 mensen verdeeld over 7880 huishoudens. 
De binnenstad is anno 2017 grotendeels autoluw of autovrij, al kon men tot in de jaren negentig van de 20e eeuw nog eenvoudig met de auto op de Markt parkeren. De binnenstad telt een aanzienlijk aantal grachten, waarvan de Oude Delft het bekendst is. De binnenstad van Delft telt verder een groot aantal eeuwenoude historische gebouwen. Vrijwel alle rijksmonumenten in Delft liggen in de binnenstad. De historische binnenstad is een beschermd stadsgezicht van Delft, officieel aangewezen door het rijk in 1976.
De binnenstad bestaat uit de volgende buurten (van noord naar zuid):
- Bedrijventerrein Wateringseweg
- Centrum-Noord
- Centrum-West
- Centrum-Oost
- Centrum-Zuidoost
- Centrum
- In de Veste
- Zuidpoort
- Centrum-Zuidwest

Tot 2009 hoorde ook de Delftse stationsbuurt bij de binnenstad. Deze buurt werd in 2009 vrijwel geheel gesloopt in het kader van het spoorzoneproject. Op de plek van de vroegere stationsbuurt verrees vanaf 2015 het Van Leeuwenhoekkwartier.  

## Foto's

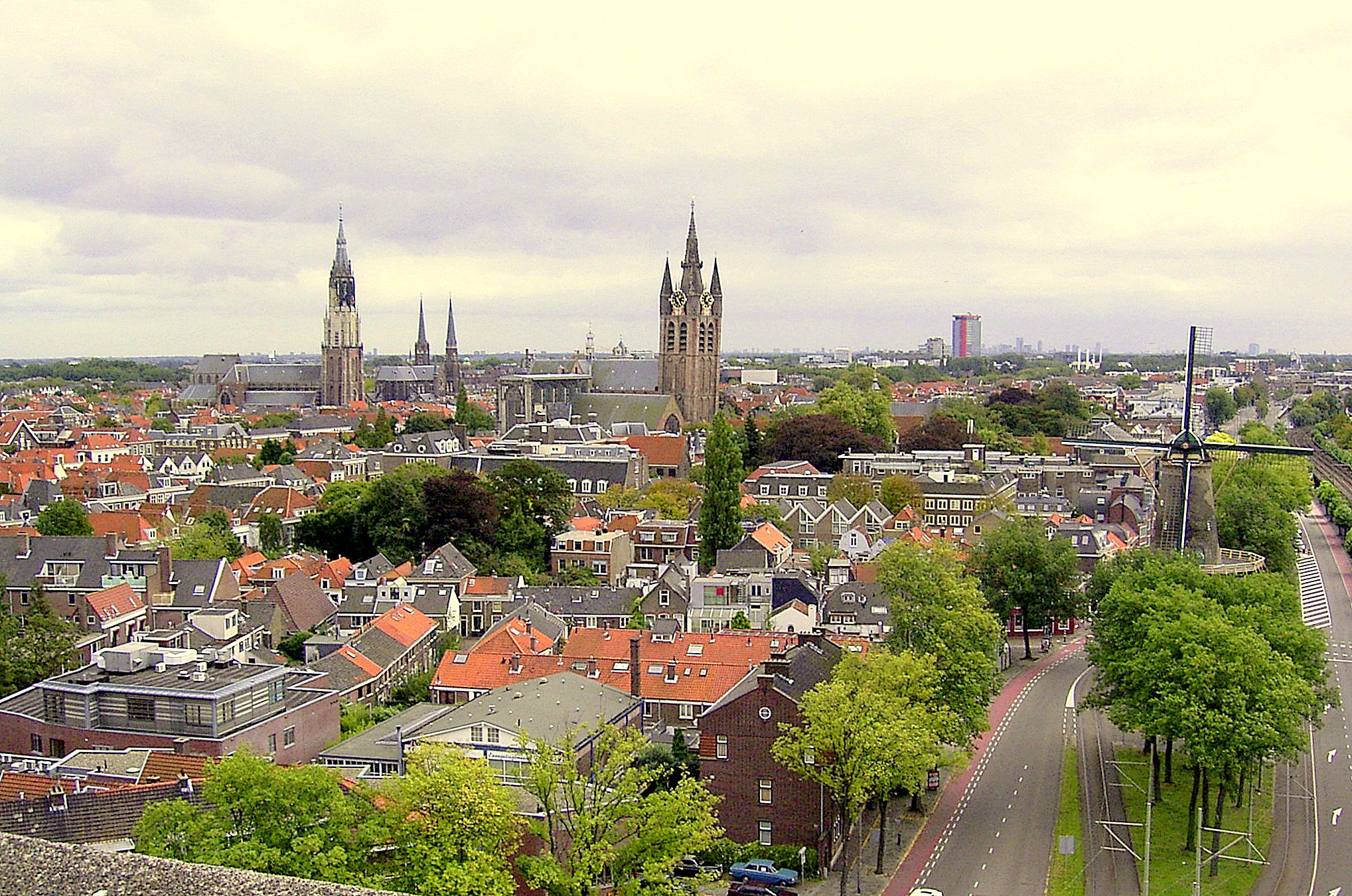
Gezicht op het centrum vanuit het noordwesten
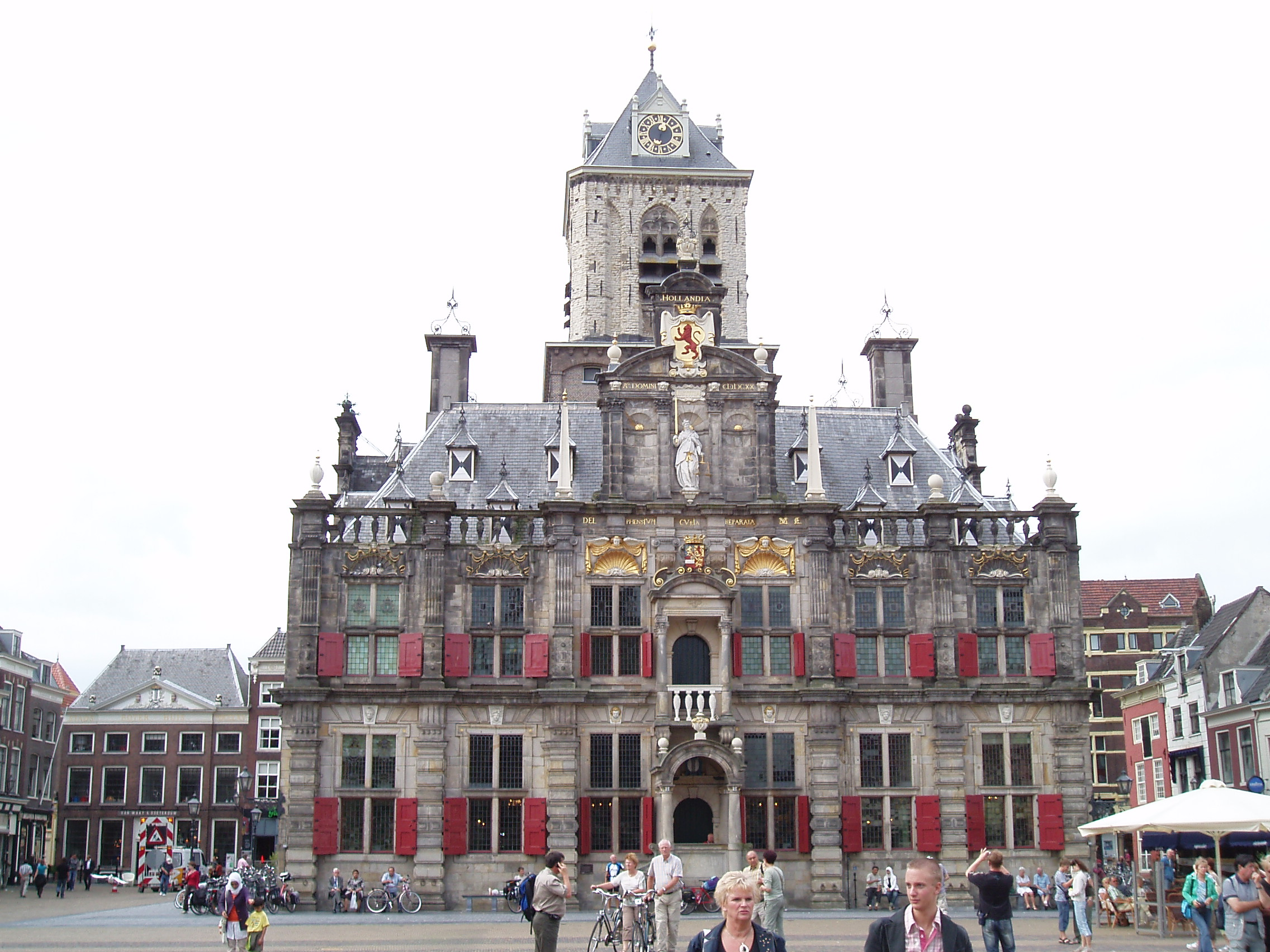
Stadhuis
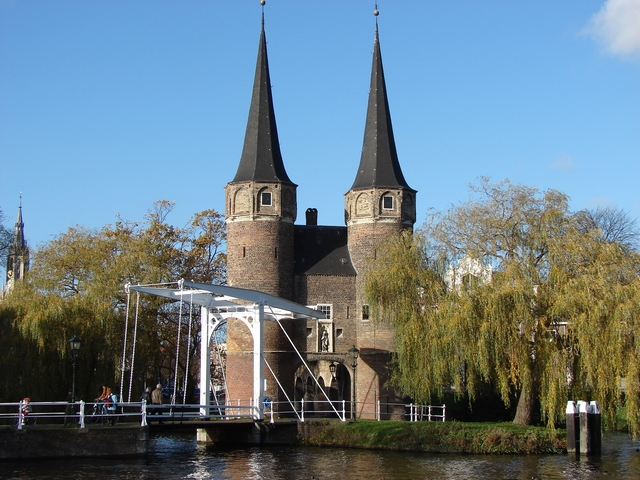
Oostpoort
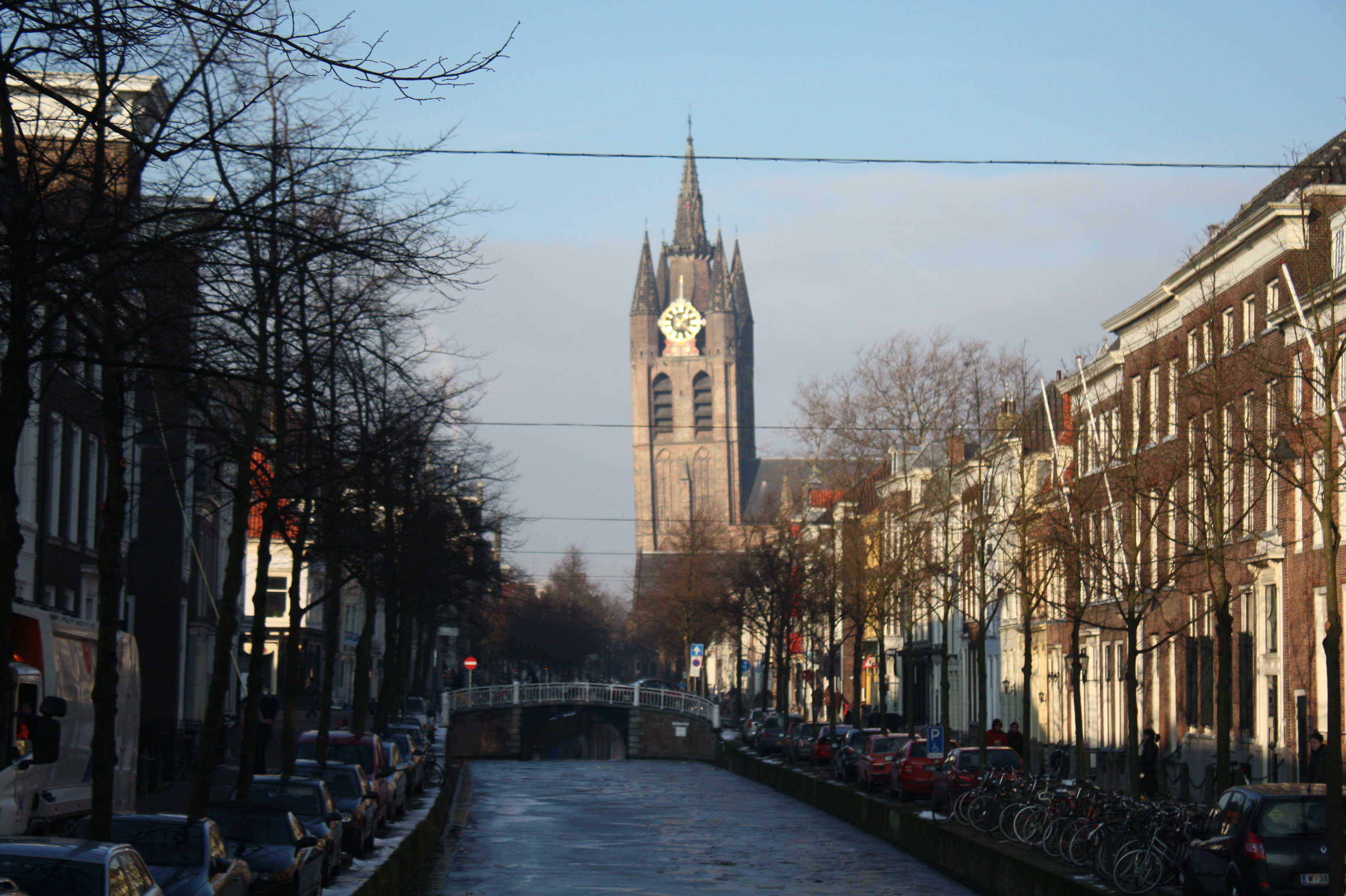
De Oude Kerk aan de Oude Delft